# Тупци
Тупци су село у општини Чајниче у Републици Српској. Припадају мјесној заједници Заборак.

## Географија
Подно села протиче ријека Радојна, позната по станишту пастрмке. Изнад села су врхови Вис (850 метара) и Столац (1100 метара надморске висине).

## Становништво
Тупци броје 8 домаћинстава.

### Презимена
Презиме које се јавља у овом селу је Пантовић.